# Alexander O. Anderson
Alexander O. Anderson (Jefferson megye, 1794. november 10. – Knoxville, 1869. május 23.) az Amerikai Egyesült Államok szenátora (Tennessee, 1840–1841).